# Guimps
Guimps [ɡɛ̃] est une commune du Sud-Ouest de la France située dans le département de la Charente, en région Nouvelle-Aquitaine.

## Géographie

### Localisation et accès
Guimps est une commune du sud-ouest de la Charente limitrophe de la Charente-Maritime, située 7 km à l'ouest de Barbezieux et 38 km au sud-ouest d'Angoulême.
Elle est aussi à 8 km au sud d'Archiac, 9 km au nord de Baignes, 15 km à l'est de Jonzac, et 26 km au sud de Cognac.
La route principale est la D 3 (D 2 en Charente-Maritime), route est-ouest qui relie Barbezieux à Jonzac. Le bourg de Guimps est à 0,8 km au nord de cette route, et est desservi par la D 125, petite départementale qui va du nord au sud, et la D 430 qui va vers le nord-ouest (ancienne voie romaine).

### Hameaux et lieux-dits
Comme de nombreuses communes charentaises, Guimps possède un habitat dispersé et elle compte de nombreux hameaux et fermes. Du nord au sud, il y a chez Bruneau, la Broue, chez Monnereau, les Grands Landry, les Petits Landry, la Torte, Chillaud, Charde, chez Thibaud, Bretagne, le Mancou, la Roche, etc..

### Communes limitrophes
|                                           | Saint-Eugène (Charente-Maritime) |        |
| Brie-sous-Archiac (Charente-Maritime)     | Guimps                           | Barret |
| Saint-Ciers-Champagne (Charente-Maritime) | Montmérac                        |        |

### Géologie et relief
La commune est occupée par le Campanien (Crétacé supérieur), calcaire crayeux, qui occupe une grande partie du Sud Charente et du Cognaçais et a donné son nom à la Champagne charentaise. En limite sud de la commune (chez Buguet), on trouve une petite zone de sable kaolinique et galets du Tertiaire. La vallée du Trèfle est couverte d'alluvions récentes du Quaternaire,,.
La commune occupe un bas plateau traversé en son centre par la vallée du Trèfle. Le relief est assez faible et les hauteurs occupent surtout le nord de la commune. Le point culminant est à une altitude de 109 m, situé aux Grands Landry. Le point le plus bas est à 49 m, situé le long du Trèfle sur la limite ouest de la commune et du département. Le bourg, construit au bord du Trèfle, est à 59 m d'altitude.

### Hydrographie

#### Réseau hydrographique

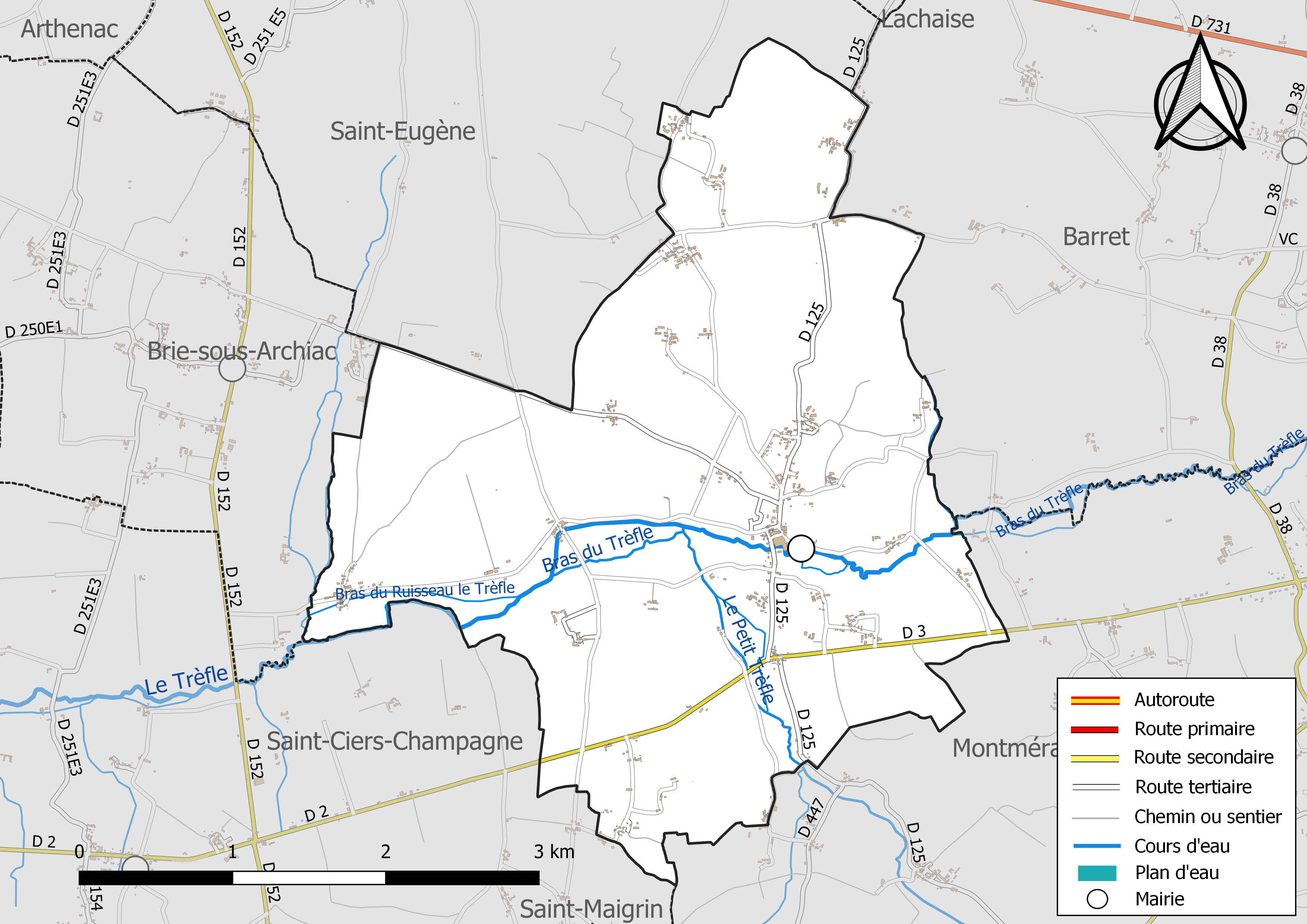
Réseaux hydrographique et routier de Guimps.

La commune est située dans le bassin versant de la Charente au sein  du Bassin Adour-Garonne. Elle est drainée par le Trèfle, le Petit Trèfle, et par deux petits cours d'eau, qui constituent un réseau hydrographique de 11 km de longueur totale,.
Le Trèfle, affluent de la Seugne et sous-affluent de la Charente, traverse la commune d'est en ouest et passe au bourg de Guimps, construit sur sa rive droite..
Le Petit Trèfle, descendant de Lamérac, se jette sur sa rive gauche un peu en aval du bourg.

#### Gestion des eaux
Le territoire communal est couvert par le schéma d'aménagement et de gestion des eaux (SAGE) « Charente ». Ce document de planification, dont le territoire correspond au bassin de la Charente, d'une superficie de 9 300 km2, a été approuvé le 19 novembre 2019. La structure porteuse de l'élaboration et de la mise en œuvre est l'établissement public territorial de bassin Charente. Il définit sur son territoire les objectifs généraux d’utilisation, de mise en valeur et de protection quantitative et qualitative des ressources en eau superficielle et souterraine, en respect des objectifs de qualité définis dans le troisième SDAGE  du Bassin Adour-Garonne qui couvre la période 2022-2027, approuvé le 10 mars 2022.

### Climat
Comme dans les trois quarts sud et ouest du département, le climat est océanique aquitain.

## Urbanisme

### Typologie
Au 1er janvier 2024, Guimps est catégorisée commune rurale à habitat très dispersé, selon la nouvelle grille communale de densité à 7 niveaux définie par l'Insee en 2022.
Elle est située hors unité urbaine. Par ailleurs la commune fait partie de l'aire d'attraction de Barbezieux-Saint-Hilaire, dont elle est une commune de la couronne,. Cette aire, qui regroupe 25 communes, est catégorisée dans les aires de moins de 50 000 habitants,.

### Occupation des sols
L'occupation des sols de la commune, telle qu'elle ressort de la base de données européenne d’occupation biophysique des sols Corine Land Cover (CLC), est marquée par l'importance des territoires agricoles (97,9 % en 2018), en diminution par rapport à 1990 (100 %). La répartition détaillée en 2018 est la suivante : 
terres arables (47,3 %), cultures permanentes (32,1 %), prairies (13,3 %), zones agricoles hétérogènes (5,3 %), zones urbanisées (2 %). L'évolution de l’occupation des sols de la commune et de ses infrastructures peut être observée sur les différentes représentations cartographiques du territoire : la carte de Cassini (XVIIIe siècle), la carte d'état-major (1820-1866) et les cartes ou photos aériennes de l'IGN pour la période actuelle (1950 à aujourd'hui).

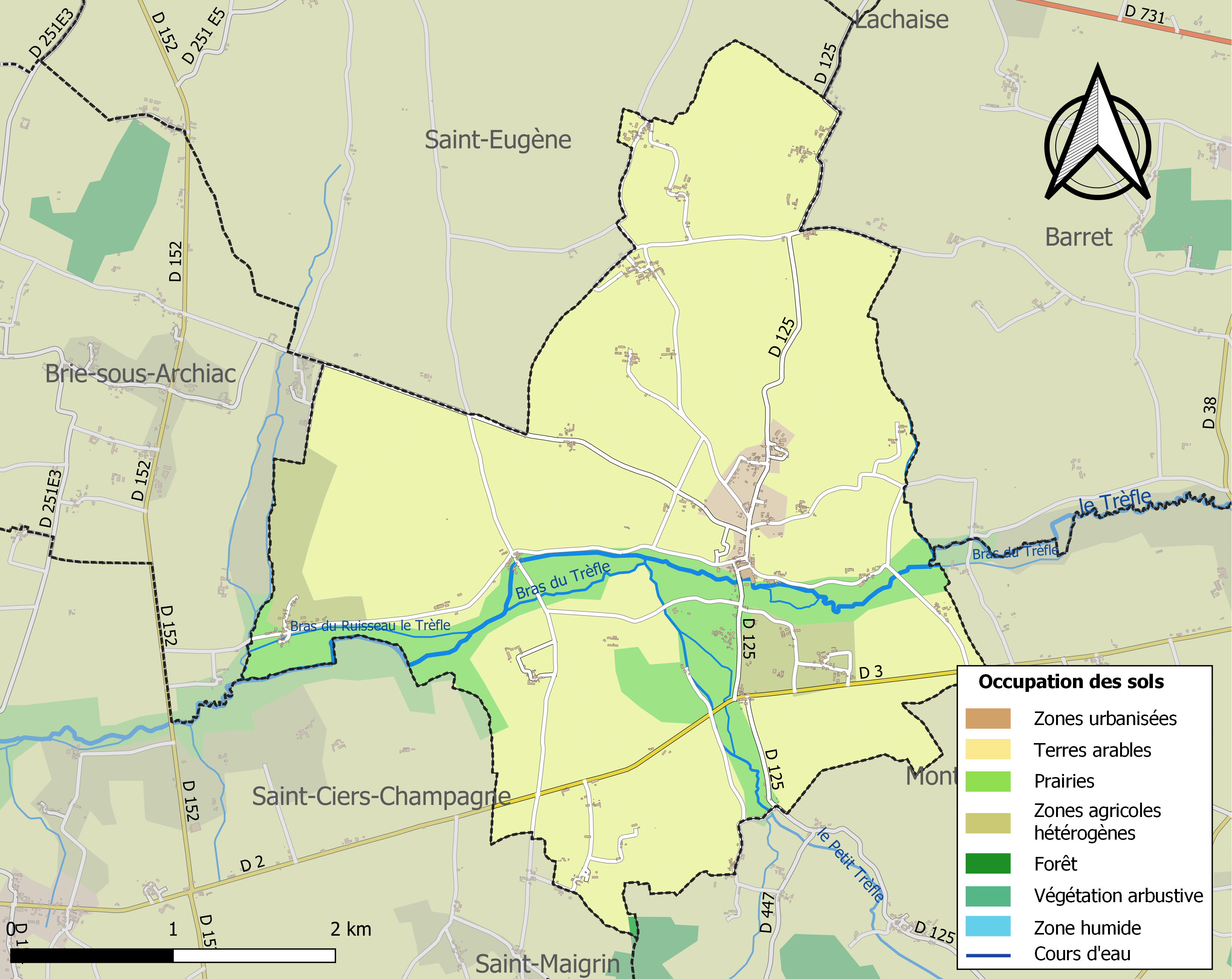
Carte des infrastructures et de l'occupation des sols de la commune en 2018 (CLC).

### Risques majeurs
Le territoire de la commune de Guimps est vulnérable à différents aléas naturels : météorologiques (tempête, orage, neige, grand froid, canicule ou sécheresse) et séisme (sismicité faible). Un site publié par le BRGM permet d'évaluer simplement et rapidement les risques d'un bien localisé soit par son adresse soit par le numéro de sa parcelle.

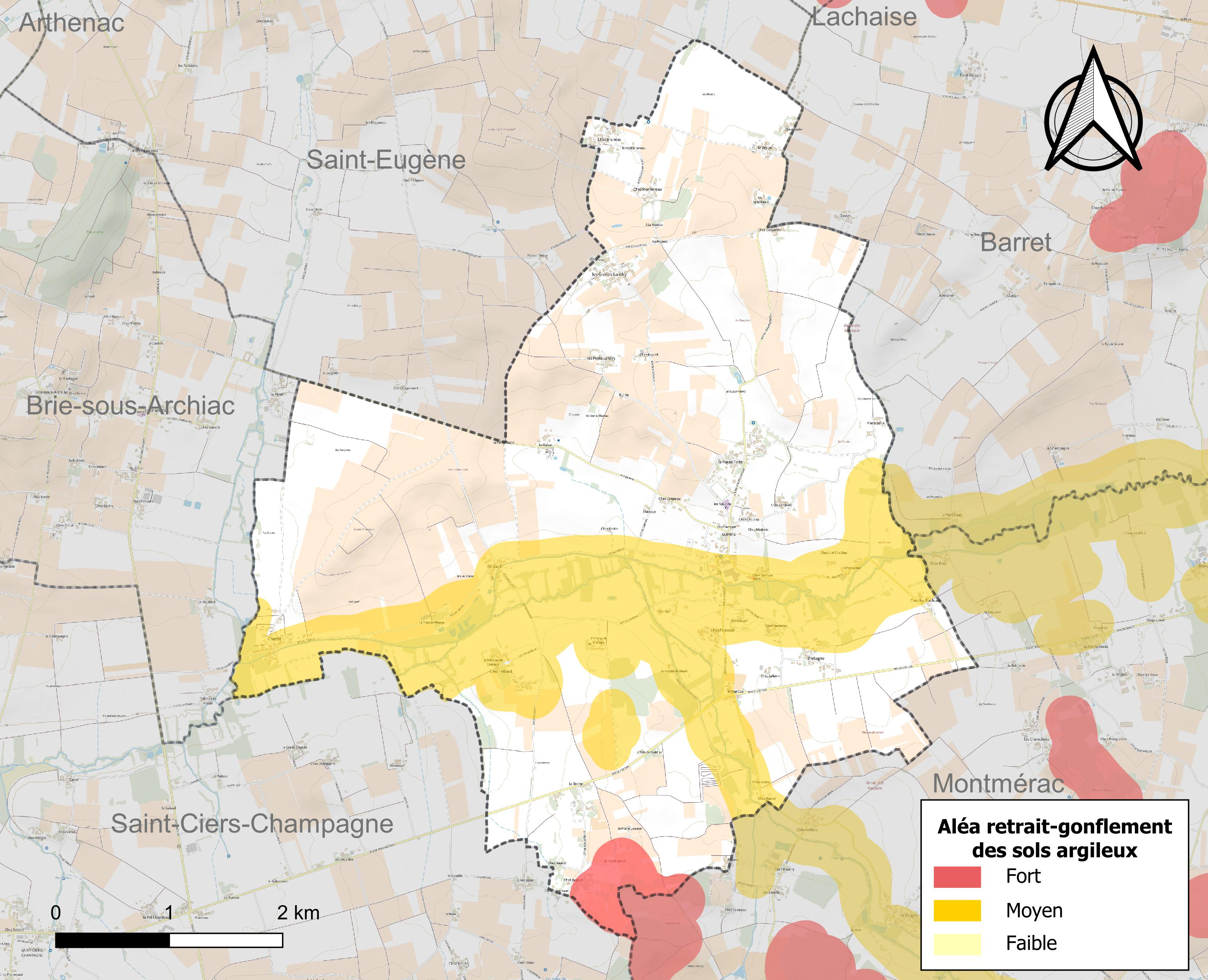
Carte des zones d'aléa retrait-gonflement des sols argileux de Guimps.

Le retrait-gonflement des sols argileux est susceptible d'engendrer des dommages importants aux bâtiments en cas d’alternance de périodes de sécheresse et de pluie. 27,8 % de la superficie communale est en aléa moyen ou fort (67,4 % au niveau départemental et 48,5 % au niveau national). Sur les 250 bâtiments dénombrés sur la commune en 2019,  100 sont en aléa moyen ou fort, soit 40 %, à comparer aux 81 % au niveau départemental et 54 % au niveau national. Une cartographie de l'exposition du territoire national au retrait gonflement des sols argileux est disponible sur le site du BRGM,.
Par ailleurs, afin de mieux appréhender le risque d’affaissement de terrain, l'inventaire national des cavités souterraines permet de localiser celles situées sur la commune.
La commune a été reconnue en état de catastrophe naturelle au titre des dommages causés par les inondations et coulées de boue survenues en 1982 et 1999. Concernant les mouvements de terrains, la commune a été reconnue en état de catastrophe naturelle au titre des dommages causés par des mouvements de terrain en 1999.

## Toponymie
Les formes anciennes sont Aguitum, Aguintum avant 800, Wens à l'époque carolingienne, Guims en 1143, Guimsio en 1219, Guinis, Aguinis, Aquinis, Vimpis.
L'origine du nom de Guimps remonterait à un nom d'homme germanique Windo avec la préposition a agglutinée. Dottin y a vu vimpi, un mot gaulois signifiant « joli ».

## Histoire
La voie présumée romaine Pons-Ribérac traversait la commune d'ouest en est. Elle arrivait près du bourg à l'ouest par la D 430.
De nombreuses traces d'habitat gallo-romain ont été trouvées sur la commune (vestiges de villae, tegulae, monnaies du Bas-Empire...) : au Château de Guimps, Chillaud, chez Chaillou, la Petite Vallée, chez Basset...
Le bourg de Guimps possédait un château dont il reste une tourelle. Il appartenait à la famille Cosson dont un des membres, Louis Cosson, fut maire d'Angoulême au XVIIIe siècle.
L'église était autrefois le siège d'un prieuré-cure dépendant de l'abbaye de Baignes.

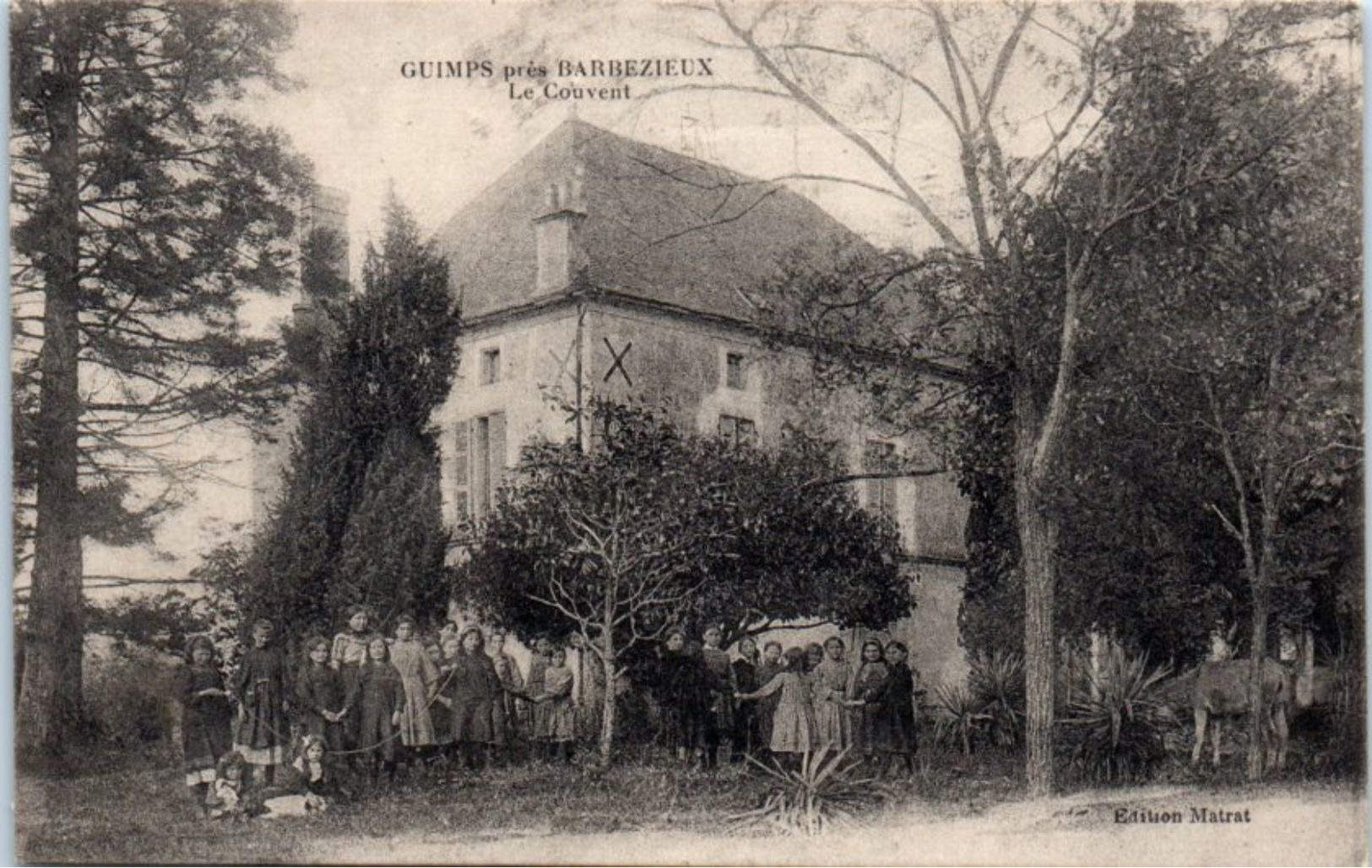
Classe de filles et ancienne école en 1914

L'ancienne école surnommée le Couvent, située au lieu-dit Chez Touru (ou l'Ermitage sur la carte IGN), était un établissement des dames de Marie de Guimps qui y ont assuré à partir de 1903 l'instruction des petites filles pauvres de la paroisse. Le bâtiment a été préalablement racheté en 1876 par la congrégation religieuse des dames de Sainte-Marthe située rue de Turenne à Angoulême.
Au début du XXe siècle, la commune comptait encore de nombreux moulins à eau mus par le Trèfle et quelques moulins à vent sur les hauteurs.

## Administration
| Période                                  | Période          | Identité         | Étiquette          | Qualité                                                                    |
| ---------------------------------------- | ---------------- | ---------------- | ------------------ | -------------------------------------------------------------------------- |
| 1935                                     | 1940 (démission) | Jean Maurin      | Radical-socialiste | Enseignant                                                                 |
|                                          |                  |                  |                    |                                                                            |
| 1945                                     | 1948 (décès)     | Jean Maurin      | Radical-socialiste | Enseignant, conseiller général du canton de Barbezieux de 1945 à son décès |
|                                          |                  |                  |                    |                                                                            |
| 2001                                     | 2014             | Albert Barussaud | SE                 | Retraité                                                                   |
| 2014                                     | 2020             | Pierre Ravail    |                    |                                                                            |
| 2020                                     | En cours         | Line Baudoin     | SE                 | Retraitée                                                                  |
| Les données manquantes sont à compléter. |                  |                  |                    |                                                                            |

## Démographie

### Évolution démographique
L'évolution du nombre d'habitants est connue à travers les recensements de la population effectués dans la commune depuis 1793. Pour les communes de moins de 10 000 habitants, une enquête de recensement portant sur toute la population est réalisée tous les cinq ans, les populations de référence des années intermédiaires étant quant à elles estimées par interpolation ou extrapolation. Pour la commune, le premier recensement exhaustif entrant dans le cadre du nouveau dispositif a été réalisé en 2005.

En 2022, la commune comptait 495 habitants, en évolution de +3,99 % par rapport à 2016 (Charente : −0,48 %, France hors Mayotte : +2,11 %).
| 1793  | 1800  | 1806  | 1821  | 1831  | 1841 | 1846  | 1851  | 1856  |
| ----- | ----- | ----- | ----- | ----- | ---- | ----- | ----- | ----- |
| 1 153 | 1 135 | 1 143 | 1 099 | 1 143 | 897  | 1 098 | 1 079 | 1 060 |

| 1861 | 1866  | 1872 | 1876 | 1881 | 1886 | 1891 | 1896 | 1901 |
| ---- | ----- | ---- | ---- | ---- | ---- | ---- | ---- | ---- |
| 670  | 1 007 | 963  | 946  | 926  | 815  | 768  | 728  | 710  |

| 1906 | 1911 | 1921 | 1926 | 1931 | 1936 | 1946 | 1954 | 1962 |
| ---- | ---- | ---- | ---- | ---- | ---- | ---- | ---- | ---- |
| 714  | 736  | 693  | 683  | 643  | 645  | 603  | 603  | 580  |

| 1968 | 1975 | 1982 | 1990 | 1999 | 2005 | 2006 | 2010 | 2015 |
| ---- | ---- | ---- | ---- | ---- | ---- | ---- | ---- | ---- |
| 603  | 546  | 478  | 508  | 495  | 500  | 504  | 472  | 474  |

| 2020 | 2022 | - | - | - | - | - | - | - |
| ---- | ---- | - | - | - | - | - | - | - |
| 485  | 495  | - | - | - | - | - | - | - |

### Pyramide des âges
La population de la commune est relativement âgée.
En 2018, le taux de personnes d'un âge inférieur à 30 ans s'élève à 25,4 %, soit en dessous de la moyenne départementale (30,2 %). À l'inverse, le taux de personnes d'âge supérieur à 60 ans est de 34,2 % la même année, alors qu'il est de 32,3 % au niveau départemental.
En 2018, la commune comptait 242 hommes pour 238 femmes, soit un taux de 50,42 % d'hommes, largement supérieur au taux départemental (48,41 %).
Les pyramides des âges de la commune et du département s'établissent comme suit.
| Hommes | Classe d’âge | Femmes |
| ------ | ------------ | ------ |
| 0,4    | 90 ou +      | 1,7    |
| 7,3    | 75-89 ans    | 9,2    |
| 26,9   | 60-74 ans    | 22,9   |
| 20,8   | 45-59 ans    | 24,2   |
| 17,6   | 30-44 ans    | 18,3   |
| 11,4   | 15-29 ans    | 8,7    |
| 15,5   | 0-14 ans     | 15,0   |

| Hommes | Classe d’âge | Femmes |
| ------ | ------------ | ------ |
| 1      | 90 ou +      | 2,7    |
| 9,2    | 75-89 ans    | 12     |
| 20,6   | 60-74 ans    | 21,3   |
| 20,7   | 45-59 ans    | 20,3   |
| 16,8   | 30-44 ans    | 16     |
| 15,6   | 15-29 ans    | 13,4   |
| 16,1   | 0-14 ans     | 14,3   |

## Économie

### Agriculture

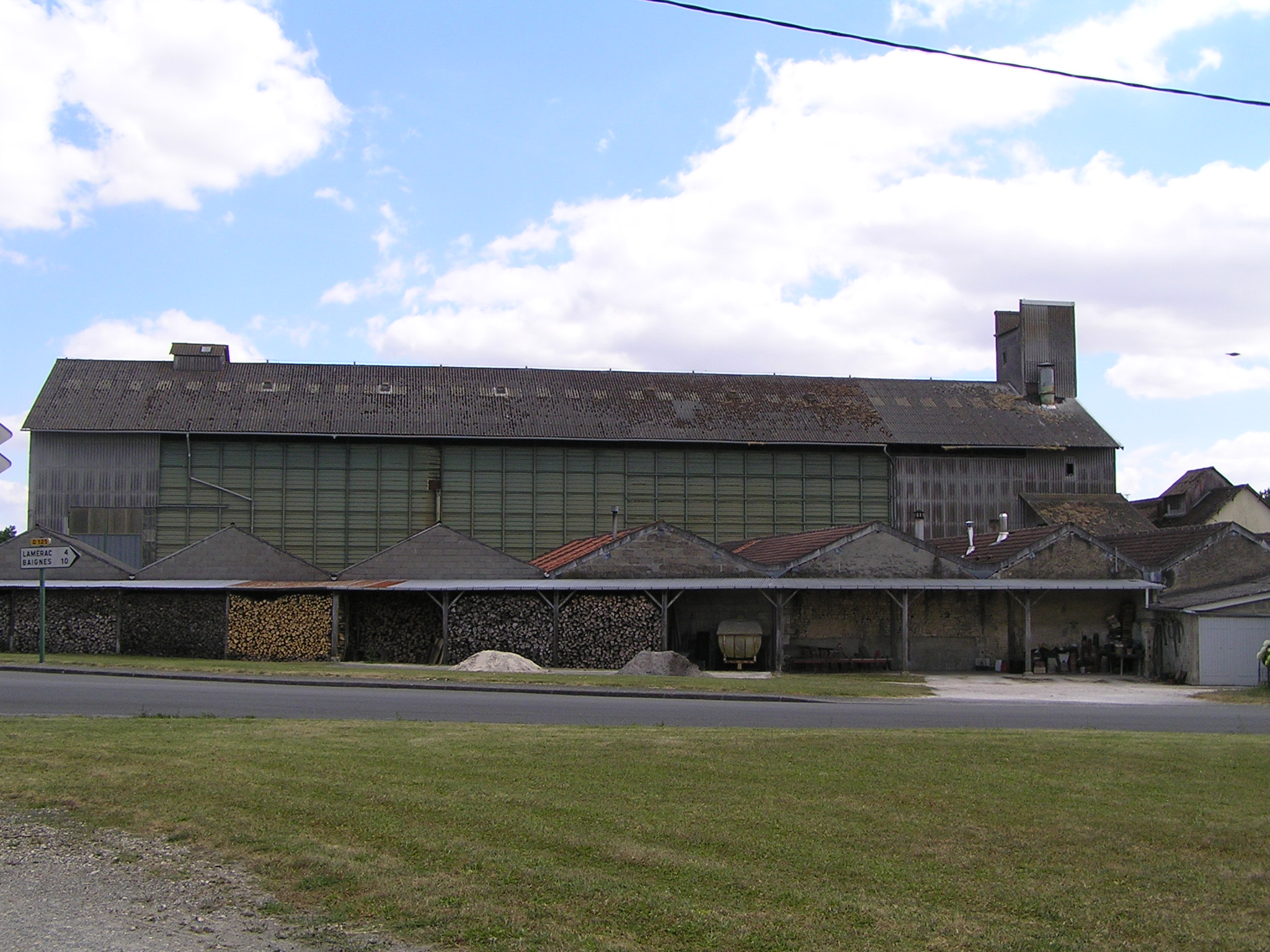
Coopérative agricole de Guimps en 2008.

La viticulture est une activité importante de Guimps, qui est située en Petite Champagne, dans la zone d'appellation d'origine contrôlée du cognac.
Certains producteurs vendent cognac, pineau des Charentes et vin de pays à la propriété.
La Coopérative agricole de Guimps est une minoterie et usine de boulangerie coopérative créée en 1887, par dix familles de Guimps. La minoterie a été construite en 1928. Elle est fermée et en 2008, l'usine est en train d'être démontée.

## Équipements, services et vie locale

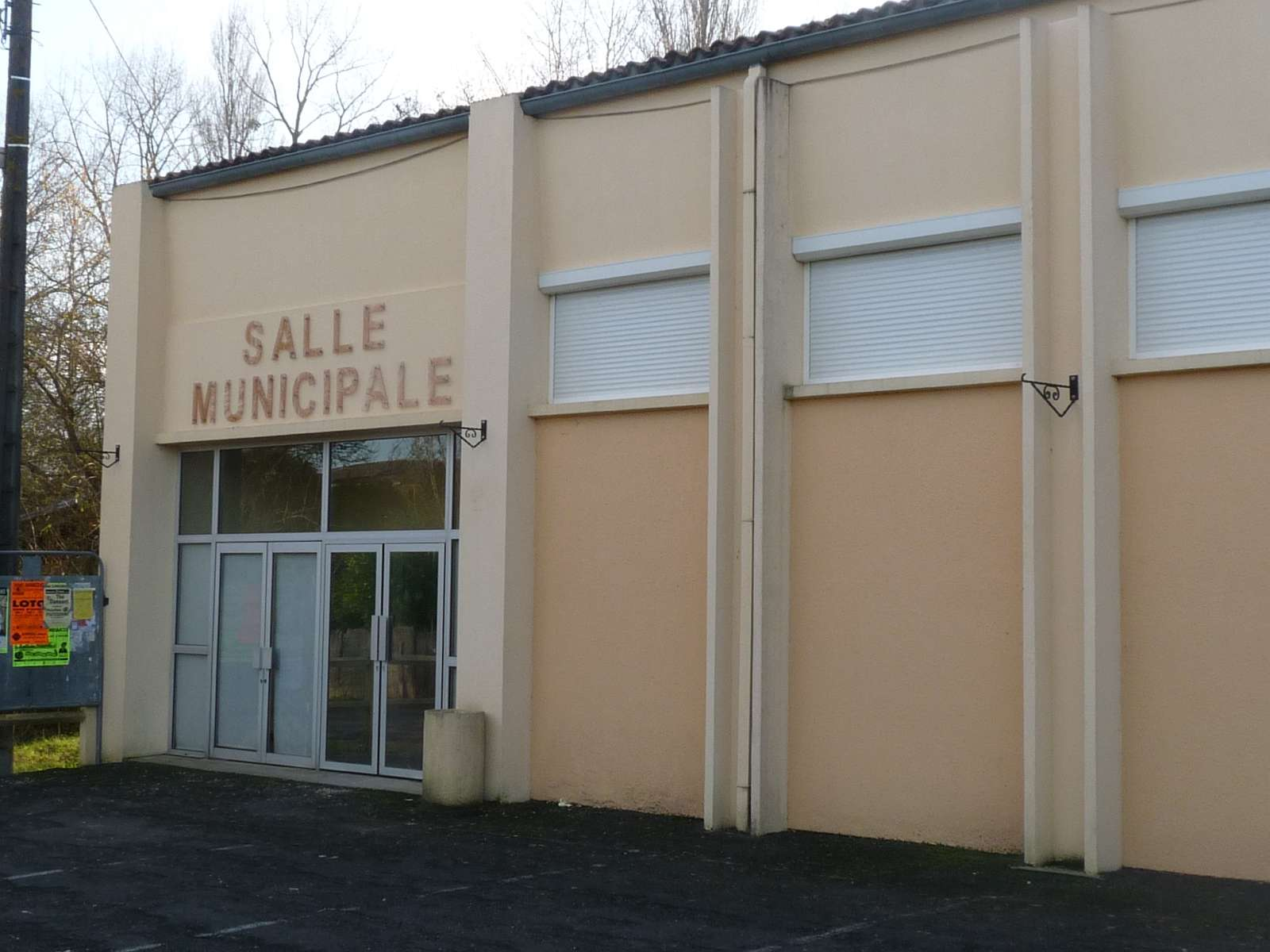
La salle des fêtes jouxtant la mairie.

### Enseignement
L'école est un regroupement pédagogique intercommunal entre Guimps et Montchaude. Montchaude accueille l'école élémentaire et Guimps l'école primaire. L'école à Guimps comporte trois classes, dont une de maternelle. Le secteur du collège est Barbezieux.

## Lieux et monuments

### Patrimoine religieux
L'église paroissiale Saint-Pierre est un ancien prieuré-cure. Elle daterait du XIIe siècle. Le chœur aurait été refait avant ou après 1400. Puis elle a été très restaurée au XIXe siècle.

L'église Saint-Pierre
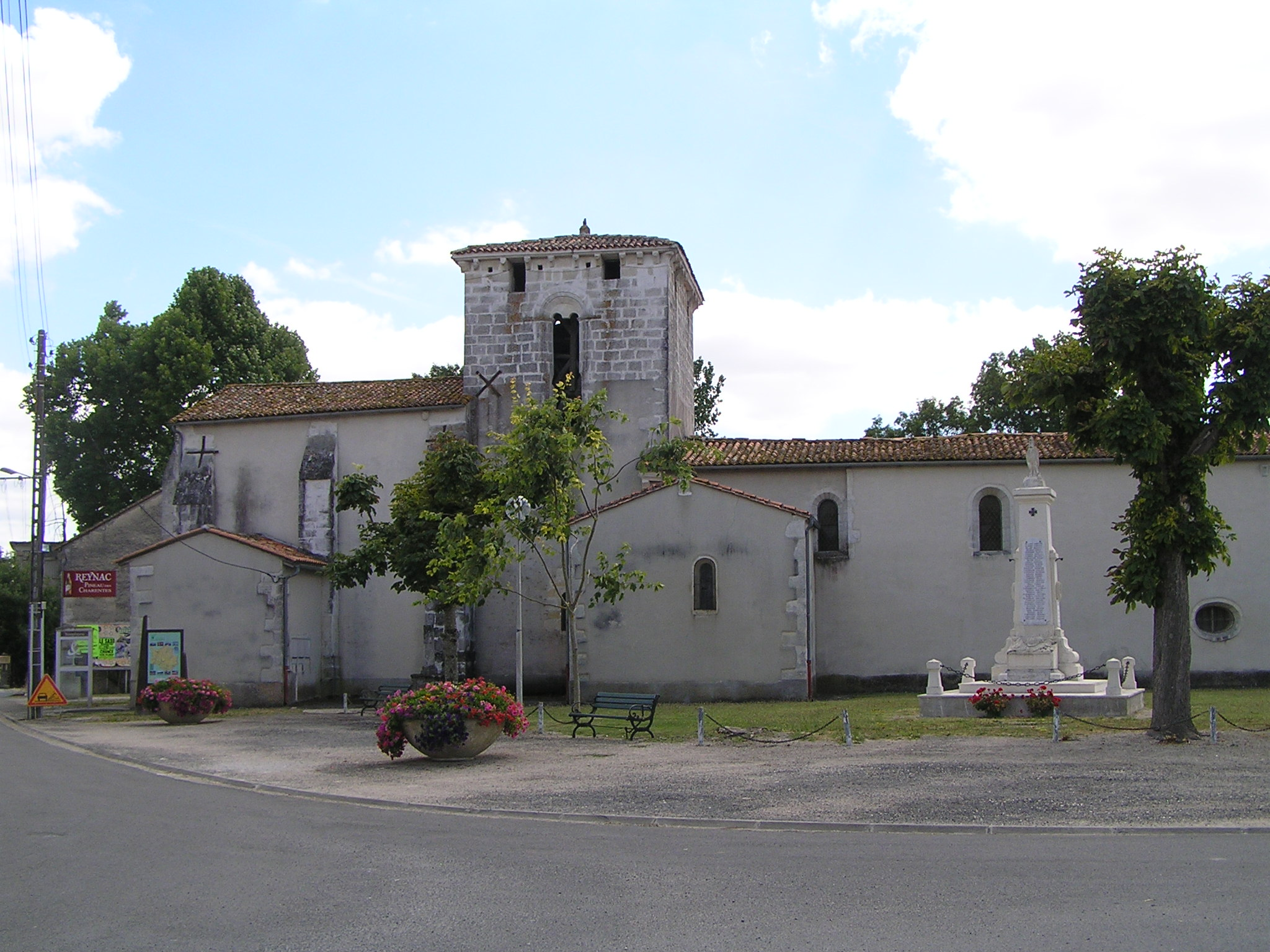
Vue latérale.
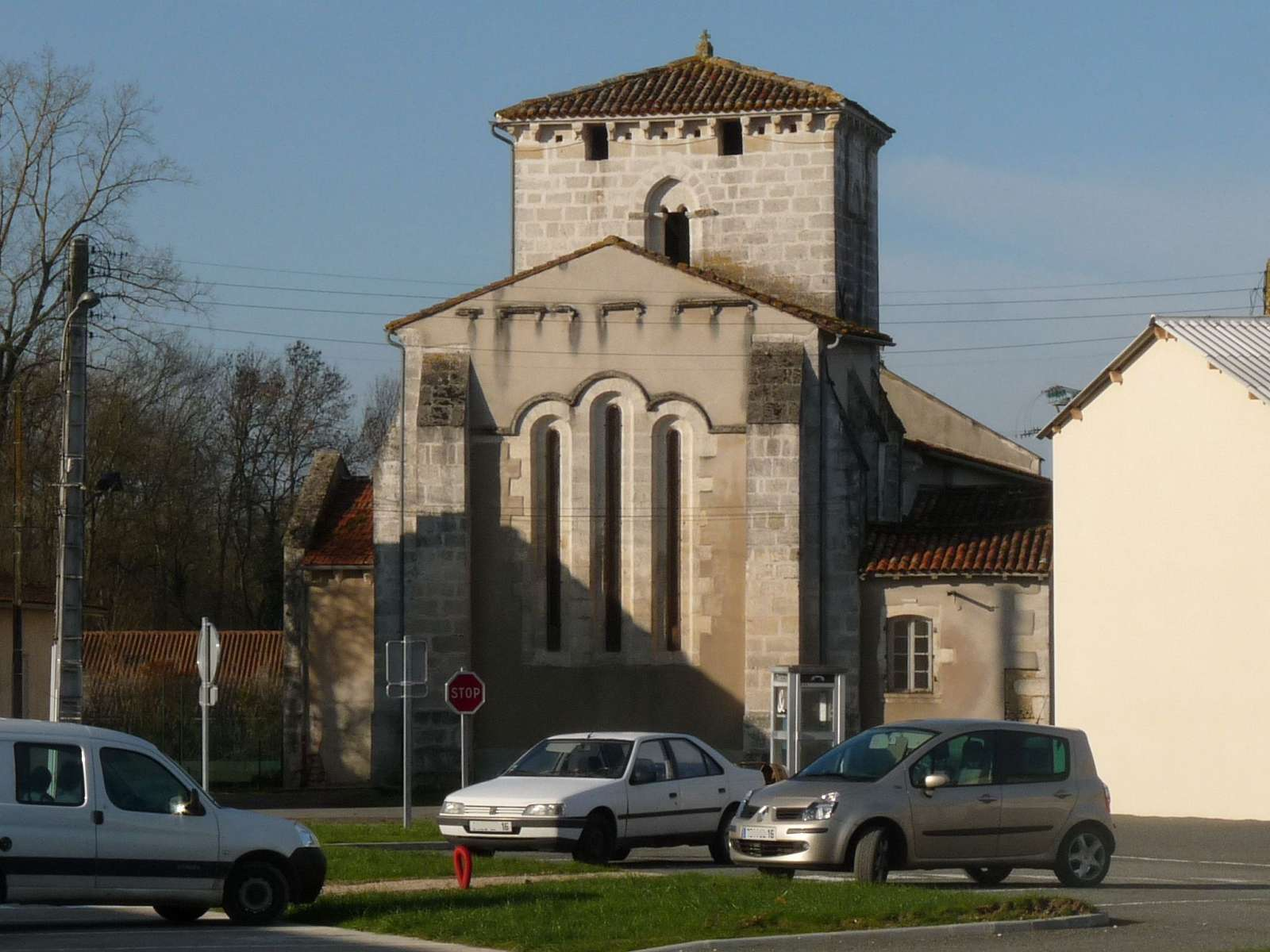
Le clocher.
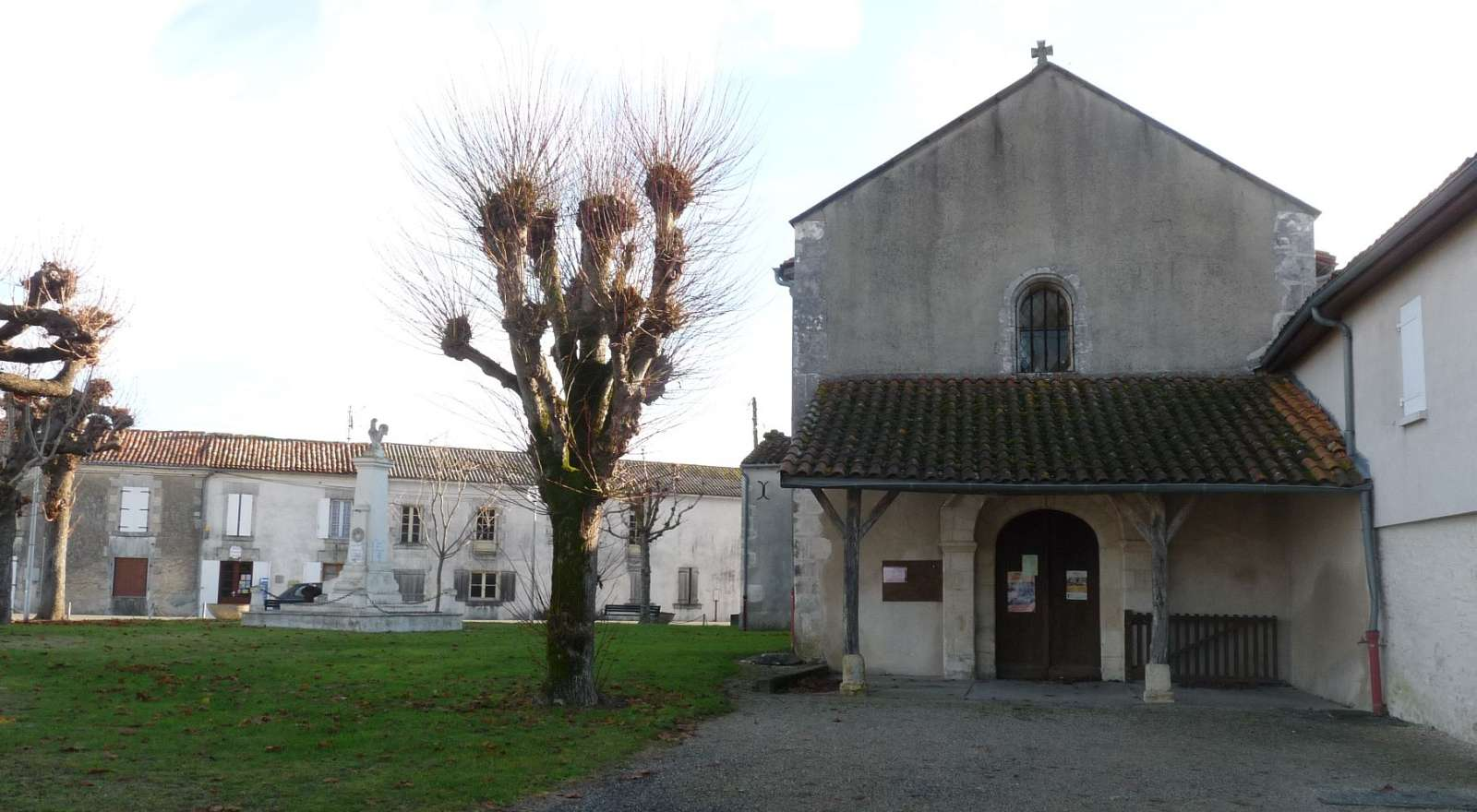
L'entrée, la place et le monument aux morts.

### Patrimoine civil
Au lieu-dit le Château un édifice porte la date de 1764 sur son passage couvert. Le logis a été reconstruit au XIXe siècle mais une tour et une tourelle d'escalier plus anciennes y sont accolées.

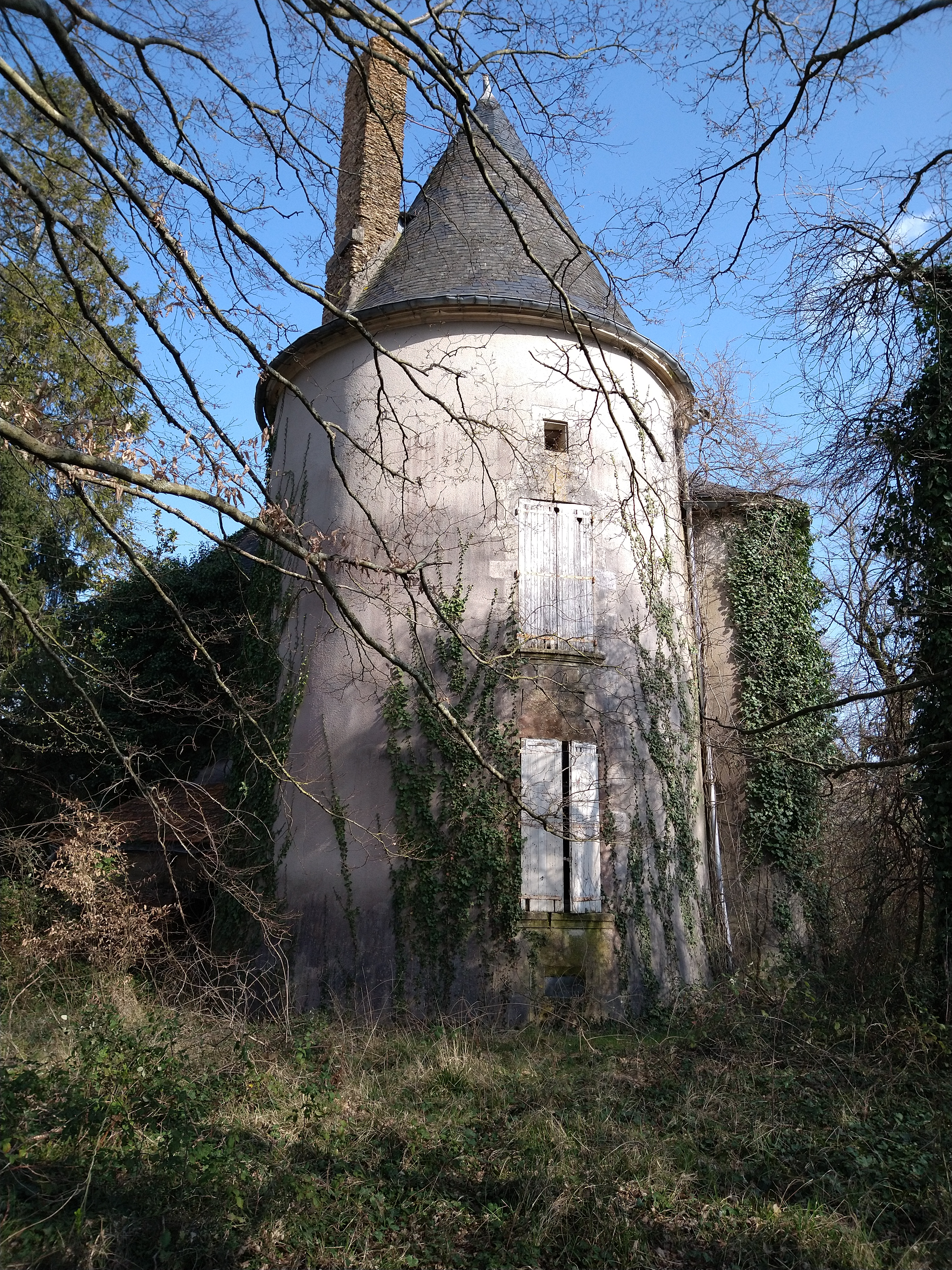
La tour du château

### Patrimoine environnemental

Le Trèfle à Guimps
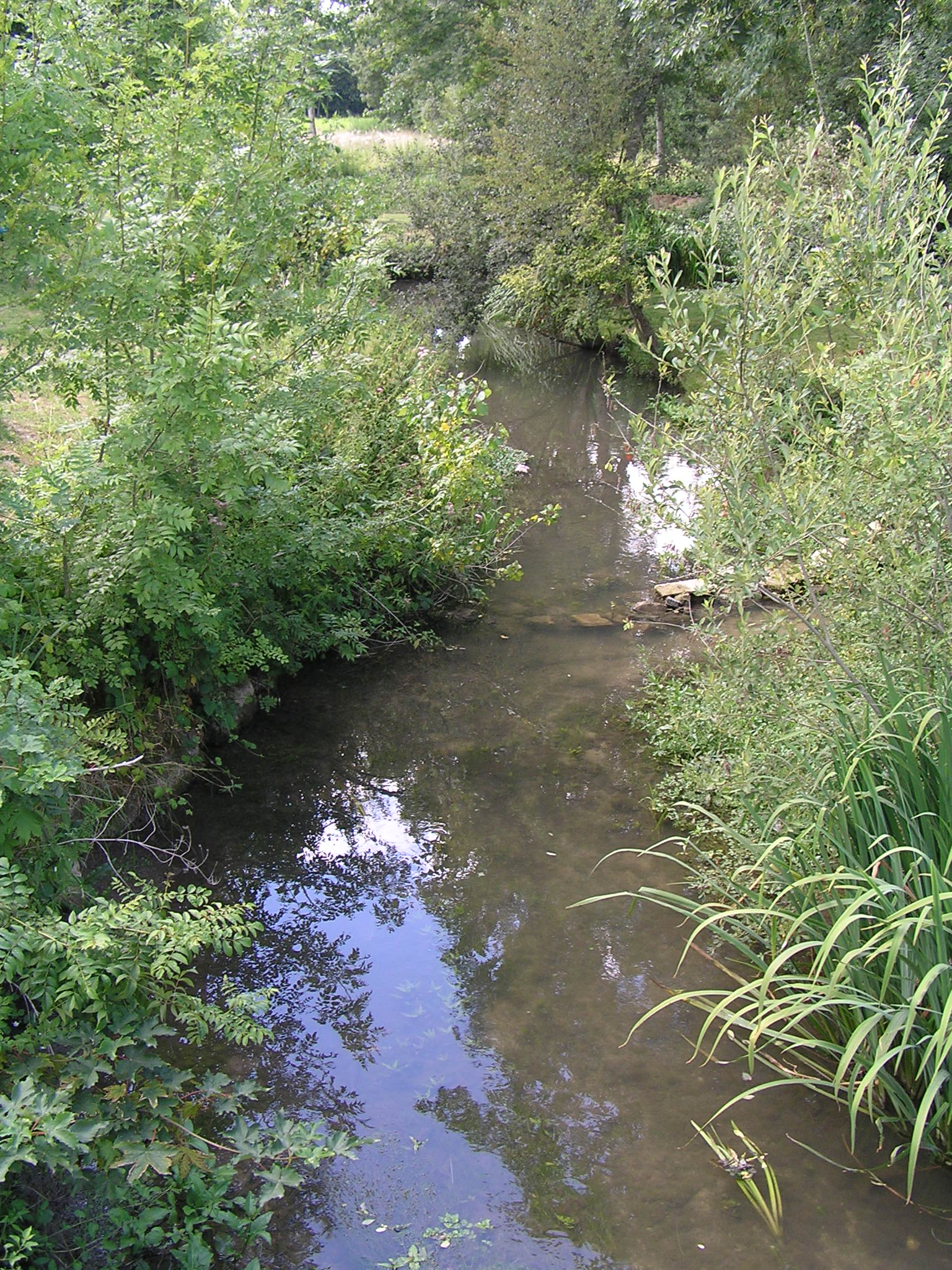
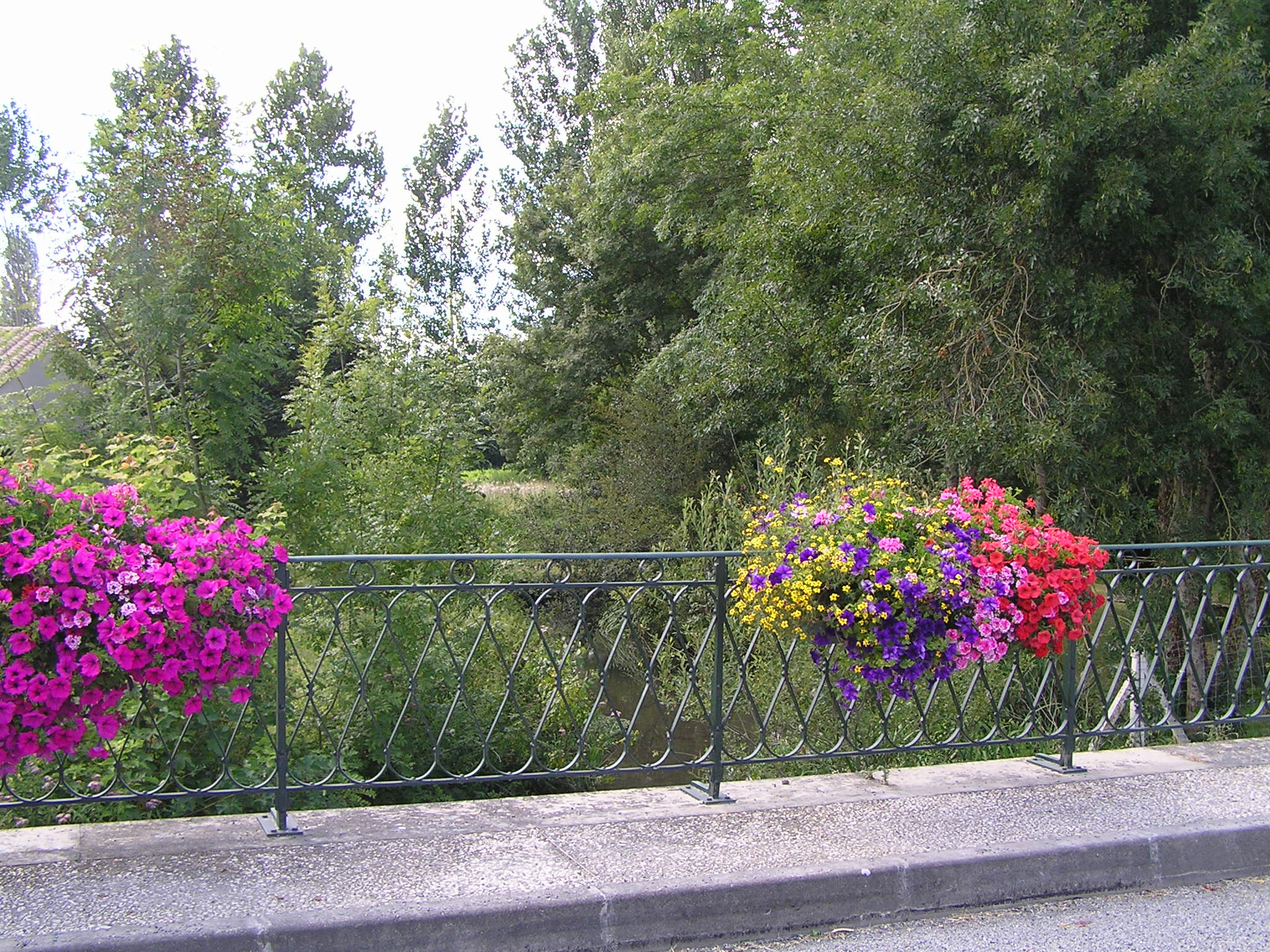
Le pont fleuri.

## Personnalités liées à la commune
- Georges Paulais, acteur né à Guimps (1884-1967).

## Héraldique
| Blason de Guimps | Blason  | De gueules à la fasce ondée d'argent chargée de trois trèfles de sinople, accompagnée en chef de deux grappes de raisin tigées et feuillées d'or et en pointe d'une gerbe de blé du même. |
| Blason de Guimps | Détails | Le statut officiel du blason reste à déterminer. |